# A Petal
Pour plus de détails, voir Fiche technique et Distribution.
A Petal (꽃잎, Ggotip, traduction littérale : Un pétale) est un film sud-coréen réalisé par Jang Sun-woo, sorti en 1996.

## Synopsis
Une jeune fille est témoin du massacre de Kwangju du 18 mai 1980, lorsque l'armée ouvre le feu sur des manifestants réclamant la démocratie en Corée du Sud.

## Fiche technique
- Titre : A Petal
- Titre original : 꽃잎 (Ggotip)
- Réalisation : Jang Sun-woo
- Musique : Won Il
- Pays d'origine : Corée du Sud
- Langue : coréen
- Format : Couleurs - 1,85:1 - Dolby Digital - 35 mm
- Genre : drame et historique
- Durée : 101 minutes
- Date de sortie : 1996

## Distribution
- Lee Jeong-hyeon
- Moon Sung-keun
- Lee Yeong-ran
- Chu Sang-mi
- Myeong Gye-nam
- Seol Kyeong-gu